# Včelka Mája (píseň)
„Včelka Mája“ je česká úvodní píseň stejnojmenného japonského anime seriálu, kterou nazpíval Karel Gott. Hudbu k písni složil a napsal Karel Svoboda, český text napsal Zdeněk Rytíř.

## Vznik písně
Japonský seriál Včelka Mája byl vyroben v roce 1975 a v původní japonské jazykové verzi byl vyplněn hudbou Takašiho Ogakiho. Úvodní a závěrečnou píseň seriálu složil Šózó Ise. Německý produkční tým seriálu však vytvořil vlastní upravenou verzi seriálu, která se lišila počtem epizod, uspořádáním scén a tým hodlal také změnit hudbu v seriálu. Proto nahrávací společnost Polydor požádala Karla Svobodu, aby složil vlastní hudbu pro německou verzi seriálu včetně nové úvodní písně.
Karel Svoboda požádal o nazpívání jeho nové úvodní písně Karla Gotta, se kterým již dříve zaznamenal řadu úspěchů, co se týče německojazyčných hitparád. Karel Gott sice chtěl nazpívání písně dětského seriálu nejprve odmítnout, avšak posléze změnil názor a nazpíval německou jazykovou verzi písně v hamburském studiu Karla Svobody. Po premiéře seriálu a písně zaznamenali Svoboda i Gott obrovskou slávu u obecenstva v německy mluvících zemích a píseň Die Biene Maja se neprodleně stala legendární.
Později Československá televize zaznamenala úspěch, který seriál Včelka Mája sklidil nejen v Západním Německu a Rakousku, ale i v sousedním Východním Německu. Na základě německé verze seriálu tedy televize vytvořila českou jazykovou verzi, pro kterou opět požádala Karla Gotta, aby přezpíval píseň v češtině. I v Československu se seriál spolu s písní staly legendárními a jak v Německu, tak v Česku je píseň Včelka Mája považována za nejznámější píseň Karla Gotta i Karla Svobody.

## Další verze
Tato píseň je známá ve většině světa, protože byla přezpívána do jazyků všech zemí, ve kterých byl odvysílán lokální dabing seriálu vyrobený na německé verzi, to se tedy týká většiny Evropy a několika dalších států. Existují tak desítky různých jazykových verzí písně, které nazpívali nejrůznější zpěváci světa.
Karel Gott nazpíval německou, českou a slovenskou verzi písně:
- Německá verze: Die Biene Maia (1976, text: Florian Cusano)
- Slovenská verze: Včielka Mája (1986)

Kulturním ohlasem jsou různé coververze písně, které buď vznikly z pocty nebo jako parodie. Toto jsou některé z nich:
- Karel Gott a Norbert Dickel: Schwarzgelb – Wie Biene Maja (1996)
- Těžkej pokondr: Božský Kája (2001)
- Maxim Turbulenc: Včelka Mája (2004)
- Nightwork: Maja (2006)
- Karel Gott: Včelka Mája a Božský Kája (2009)

Zvláštní kategorii tvoří pak německá verze písně nazpívaná německou zpěvačkou Helene Fischer, která je používána jako německá úvodní píseň nového seriálu Včelka Mája. Její vznik vyvolal u veřejnosti kontroverzi, protože veřejnost očekávala, že novou nahrávku písně nazpívá Karel Gott, se kterým je píseň spjatá.